# Jumilla (Stadt)
Jumilla ist eine Stadt und eine Gemeinde (municipio) mit 27.263 Einwohnern (Stand: 2024) im Norden der südostspanischen Region Murcia. Der alte Ortskern wurde als Kulturgut (Bien de Interés Cultural) in der Kategorie Conjunto histórico-artístico eingestuft.

## Lage
Die Stadt Jumilla liegt gut 70 km (Fahrtstrecke) nordwestlich der Stadt Murcia in einer Höhe von ca. 500 m. Das Klima im Winter ist gemäßigt, im Sommer dagegen warm bis heiß; die geringen Niederschlagsmengen (ca. 370 mm/Jahr) fallen – mit Ausnahme der nahezu regenlosen Sommermonate – verteilt übers ganze Jahr.

## Bevölkerungsentwicklung
| Jahr      | 1857   | 1900   | 1950   | 2000   | 2017   |
| Einwohner | 10.611 | 16.446 | 20.851 | 20.854 | 25.672 |

Die kontinuierliche Bevölkerungsanstieg seit der Mitte des 19. Jahrhunderts ist im Wesentlichen auf die immer noch anhaltende Zuwanderung aus dem ländlichen Umland zurückzuführen. Zur Gemeinde gehören auch mehrere Weiler (pedanías) und Einzelgehöfte (fincas).

## Wirtschaft
Die Region um Jumilla war jahrhundertelang agrarisch orientiert – neben dem Anbau von Getreide (v. a. Gerste und Weizen) wurden bereits in römischer und maurischer Zeit zahlreiche Mandel- und Olivenbäume sowie Weinreben angepflanzt. Im Ort selbst haben sich Kleinhändler, Handwerker und Dienstleistungsbetriebe aller Art angesiedelt.

## Geschichte
Prähistorische, iberische und römische Spuren wurden auf dem Gemeindegebiet entdeckt; westgotische  Funde sind dagegen spärlich. Im 8. Jahrhundert wurde die Gegend von den Mauren überrannt, die im 13. Jahrhundert im Zuge der christlichen Rückeroberung (reconquista) unter Ferdinand III. von Kastilien (reg. 1230–1252) zunächst tributpflichtig gemacht und im Jahr 1266 von seinem Sohn Alfons X. von Kastilien (reg. 1252–1282) ganz aus der Region um Murcia vertrieben werden konnten. Aufgrund von familiären Streitigkeiten nach dem Tod Alfons’ X. übernahm das Königreich Aragón in den Jahren 1296 bis 1304 vorübergehend die Herrschaft; diese Politik der Einmischung wurde im Jahr 1232 durch Jakob I. von Aragón fortgesetzt und es entstand ein Jahrzehnte andauernder Konflikt zwischen Kastilien und Aragón um das Königreich Murcia. Jumilla kam im Jahr 1445 unter die Grundherrschaft (señorio) des in der Region führenden Hauses Villena, bei dem es bis ins 19. Jahrhundert verblieb. Nach der von Philipp III. (reg. 1598–1621) und seinem Ersten Minister, dem Herzog von Lerma, befohlenen Vertreibung der Mauren zu Beginn des 17. Jahrhunderts ging die Einwohnerzahl des Ortes deutlich zurück.

## Sehenswürdigkeiten

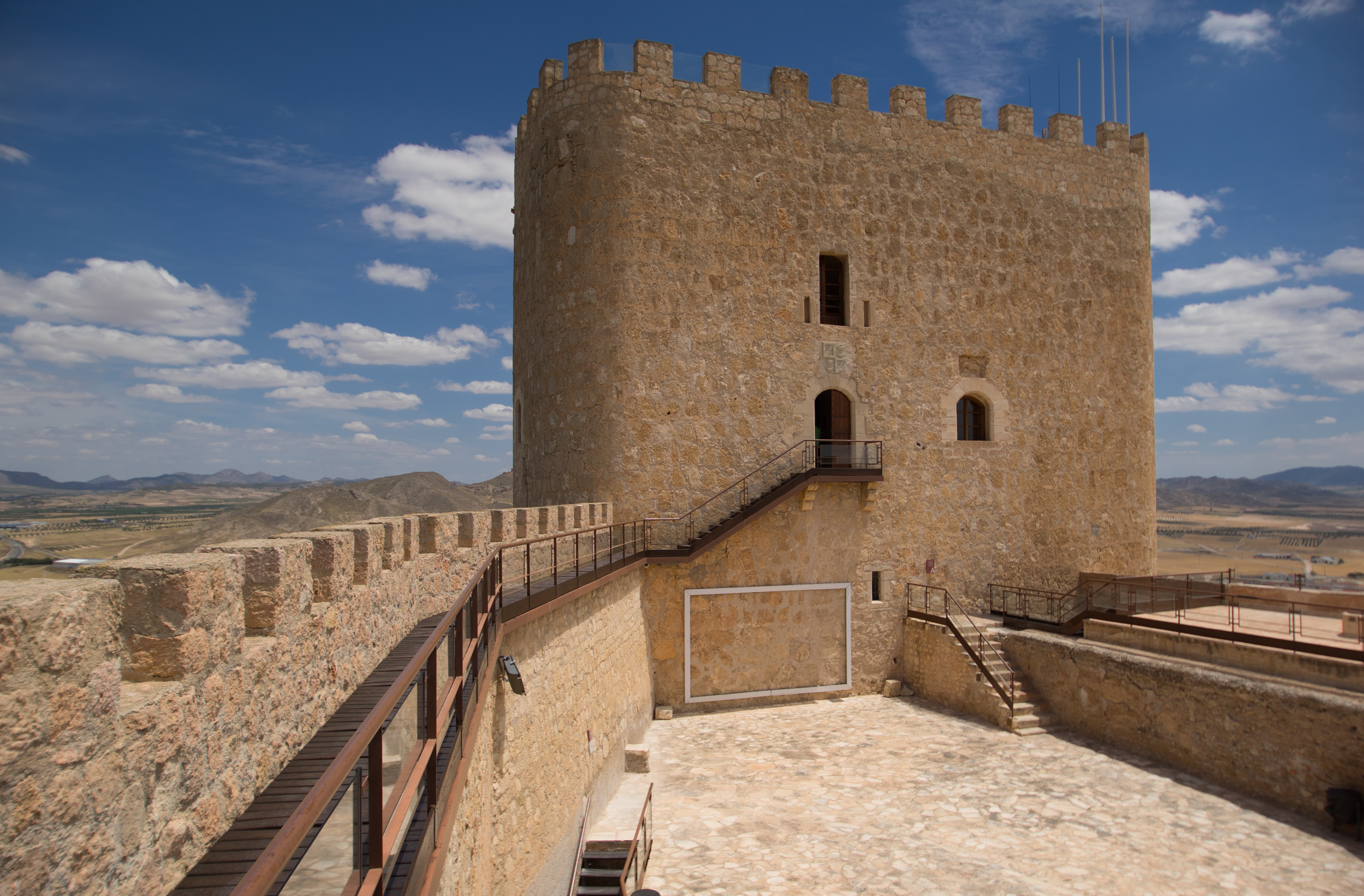
Jumilla – Castillo

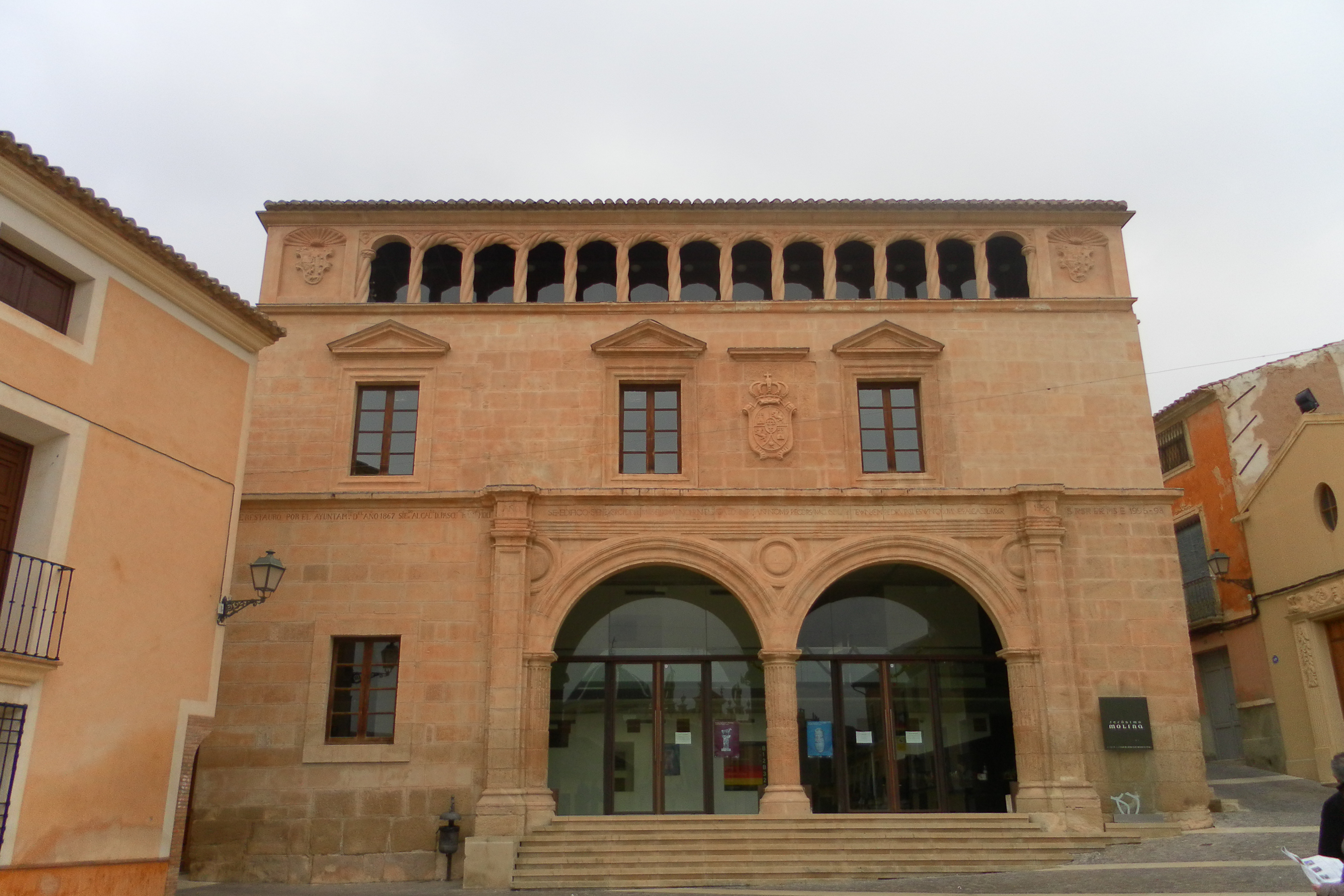
Jumilla – Museo arqueológico

- Die Burg (castillo) erhebt sich an der Stelle einer bronze- und eisenzeitlichen Festung bzw. Siedlung, die nach der Eroberung durch die Römer mit einer Mauer umgeben wurde. Im 9. oder 10. Jahrhundert entstand eine maurische Festung, die im Jahr 1241 von den Truppen Ferdinands III. eingenommen wurde. Die heutige Burg mit ihrem gemauerten Bergfried (torre del homenaje) entstammt weitgehend der Mitte des 15. Jahrhunderts.[6]
- Mit dem Bau der Iglesia de Santiago wurde im 15. Jahrhundert begonnen, als der Großteil der Bevölkerung bereits vom Burghügel in die heutige Stadt umgezogen war. Ihre Fertigstellung erfolgte jedoch erst im 18. Jahrhundert. Die dreischiffige Kirche verfügt über einen in Spanien ungewöhnlichen kleeblattförmigen Drei-Konchen-Chor, einen später hinzugefügten Binnenchor (coro) sowie über ein imposantes Altarretabel (retablo) aus dem 16./17. Jahrhundert.[7]
- Die zweitürmige Iglesia del Salvador entstand in der zweiten Hälfte des 18. Jahrhunderts. Ihr Inneres ist einschiffig mit Querhaus und belichteter Vierungskuppel.[8]
- Das El Casón genannte Gebäude war eine frühchristliche Grablege aus dem 5. Jahrhundert; es stand ehemals inmitten zweier römischer Villen.[9]
- In einem repräsentativen Palast aus dem 16. Jahrhundert befindet sich das Museo arqueológico der Stadt.[10]

Umgebung
- In der im 16. Jahrhundert etwa 1 km außerhalb der Stadt erbauten Ermita de San Agustín wird heute eine Marienstatue (Nuestra Señora de la Asunción) verehrt.[11]
- Knapp 10 km südlich der Stadt befindet sich das Kloster Santa Ana del Monte, welches ab dem 16. Jahrhundert von einem franziskanischen Reformorden an der Stelle einer älteren Einsiedlerkirche errichtet und ausgebaut wurde. Zum Gebäudekomplex gehört auch ein kleines Museum mit religiöser Kunst.[12]
- Weitere 15 km südlich befinden sich die gut erhaltenen Überreste einer römischen Staumauer (Presa Romana de Román).

## Persönlichkeiten
- Bernardo González (1969–2000), Radrennfahrer